# Richard Feynman
Richard Phillips Feynman (Queens, Nueva York; 11 de mayo de 1918-Los Ángeles, California; 15 de febrero de 1988) fue un físico teórico estadounidense conocido por sus trabajos en la formulación por integrales de camino en la mecánica cuántica, la teoría de la electrodinámica cuántica y la física de la superfluidez del helio líquido subenfriado, así como en la física de partículas, campo en el que propuso el modelo Partón. Por sus contribuciones al desarrollo de la electrodinámica cuántica, Feynman, junto con Julian Schwinger y Sin-Itiro Tomonaga, recibió el Premio Nobel de Física en 1965. 
Desarrolló un conjunto de esquemas de representación pictórica ampliamente utilizados para las expresiones matemáticas que rigen el comportamiento de las partículas subatómicas, que más tarde se conocieron como los diagramas de Feynman. Durante su vida, Feynman se convirtió en uno de los científicos más conocidos en el mundo. En una encuesta de 1999 de la revista británica Physics World, de los 130 principales físicos de todo el mundo citados, Feynman fue clasificado como uno de los diez más grandes físicos de todos los tiempos.
Ayudó en el desarrollo de la bomba atómica durante la Segunda Guerra Mundial y se hizo conocido para un amplio público en la década de 1980 como miembro de la Comisión Rogers, el grupo que investigó el desastre del transbordador espacial Challenger. Además de su trabajo en física teórica, Feynman investigó con pioneros en el campo de la computación cuántica, e introdujo el concepto de nanotecnología. Ocupó la cátedra de Richard Chace Tolman en física teórica en el Instituto de Tecnología de California.
Feynman fue un divulgador entusiasta de la física a través de libros y conferencias, incluyendo una charla de 1959 sobre nanotecnología con enfoque top-down llamada There's Plenty of Room at the Bottom (Hay mucho sitio en el fondo), y la publicación en tres volúmenes de sus clases dirigidas a estudiantes de grado, The Feynman Lectures on Physics. Feynman también se dio a conocer a través de sus libros semiautobiográficos Surely You're Joking, Mr. Feynman! (¿Está usted de broma, Sr. Feynman?) y What Do You Care What Other People Think? (¿Qué te importa lo que piensen los demás?). Además hay libros escritos sobre él como Tuva or Bust! y Genius: The Life and Science of Richard Feynman, de James Gleick.

## Primeros años
Richard Phillips Feynman nació el 11 de mayo de 1918 en Queens, Nueva York, hijo de Lucille Phillips, ama de casa, y Arthur Melville Feynman, gerente de ventas. Su familia era originaria de Rusia y Polonia. Sus padres eran judíos ashkenazi aunque no eran religiosos. En su juventud, Feynman se describió a sí mismo como un «ateo declarado». También declaró que «Seleccionar, para la aprobación de los elementos peculiares que vienen supuestamente de la herencia judía, es abrir la puerta a todo tipo de tonterías en la teoría racial», añadiendo que «… a los trece años no solo me convertí a otros puntos de vista religiosos, sino que también había dejado de creer que el pueblo judío fuera, de manera alguna, 'el pueblo elegido'». Más adelante en su vida, durante una visita al Seminario Teológico Judío, comentó sobre el Talmud que a pesar de estar impresionado, estaba decepcionado con la falta de interés por la naturaleza y el mundo exterior expresado por los rabinos, a quienes solo les importaban las preguntas que surgen de dicha obra.
Feynman tardó en empezar a hablar; a los 3 años de edad no pronunciaba una sola palabra. Conservó el acento del Bronx hasta adulto. Ese acento fue lo suficientemente marcado como para ser percibido como forzado o exagerado. Tanto es así que sus amigos Wolfgang Pauli y Hans Bethe harían un día el comentario de que Feynman hablaba como un «vagabundo».
El joven Feynman fue influenciado fuertemente por su padre, quien le animó a hacer preguntas que desafiaran el pensamiento ortodoxo, y siempre estaba dispuesto a enseñarle a Feynman algo nuevo. De su madre adquirió el sentido del humor que tuvo toda su vida. Cuando era joven, tenía talento para la ingeniería; mantuvo un laboratorio experimental en su casa y disfrutaba reparando radios. Cuando estaba en la escuela primaria, creó un sistema de alarma antirrobo de casas mientras sus padres estaban fuera del hogar trabajando.
Cuando Richard tenía 5 años, su madre dio a luz a un hermano, que murió a las cuatro semanas de edad. Cuatro años más tarde nació Joan y la familia se mudó a Far Rockaway, Queens. Aunque se llevaban nueve años, Joan y Richard tenían una relación cercana, ya que ambos compartían una curiosidad natural por el mundo. Su madre pensaba que las mujeres no tenían la capacidad mental de comprender esas cosas. A pesar de que su madre desaprobaba el deseo de Joan de estudiar astronomía, Richard la animó. Después de un tiempo Joan se convirtió en una astrofísica especializada en las interacciones entre la Tierra y el viento solar.

## Educación
Feynman asistió a la Far Rockaway High School, una escuela en Far Rockaway, Queens, a la que también asistieron los premios Nobel Burton Richter y Baruch Samuel Blumberg. Al iniciar la secundaria, Feynman fue trasladado rápidamente a una clase de matemáticas de nivel alto. Un test de inteligencia en la escuela estimó su cociente intelectual en 123 —alto, pero «meramente respetable»—, según el biógrafo James Gleick.
Con 15 años, aprendió por sí mismo trigonometría, álgebra avanzada, series infinitas, geometría analítica y cálculo diferencial e integral.[cita requerida] Antes de entrar a la universidad, le gustaba experimentar con las matemáticas, llegando incluso a desarrollar conceptos matemáticos como la media derivada usando su propia notación. Creó símbolos especiales para las funciones logaritmo, seno, coseno y tangente para que no parecieran tres variables multiplicadas juntas. También inventó una nueva notación para la derivada.
Su hábito de caracterización directa sacudió varias veces a los pensadores más convencionales; por ejemplo, una de sus preguntas, al aprender la anatomía felina, fue «¿Tiene un mapa del gato?» (en referencia a un gráfico anatómico).
Siendo miembro de la Sociedad de Honor Arista, en su último año en el instituto, Feynman ganó el Campeonato de Matemáticas de la Universidad de Nueva York; la gran diferencia entre su puntuación y la de sus competidores sorprendió a los jueces.
Intentó matricularse en la Universidad de Columbia, pero no fue aceptado debido a haberse superado la cuota para el número de judíos admitidos. En cambio, asistió al Instituto de Tecnología de Massachusetts, donde recibió una licenciatura en 1939.
Logró una puntuación perfecta en los exámenes de ingreso a la escuela de postgrado de la Universidad de Princeton en matemáticas y física, algo sin precedentes; no obstante, obtuvo baja calificación en las partes de historia e inglés. Entre los asistentes al primer seminario de Feynman estaban Albert Einstein, Wolfgang Pauli y John von Neumann. Recibió un doctorado en la Universidad de Princeton en 1942; su director de tesis fue John Archibald Wheeler. La tesis de Feynman, titulada The Principle of Least Action in Quantum Mechanics, aplica el principio de mínima acción a los problemas de la mecánica cuántica, inspirado por el deseo de cuantizar la teoría del absorbedor de Wheeler-Feynman sobre la electrodinámica, sentando las bases para la formulación mediante integrales de camino y los diagramas de Feynman.

Este era Richard Feynman cerca de la cima de sus poderes. A los veintitrés años… puede que no hubiera otro físico en la tierra que pudiera coincidir con su mando exuberante en los materiales nativos de la ciencia teórica. No tenía solo una facilidad para las matemáticas (aunque había quedado claro… que la maquinaria matemática que surgió de la colaboración Wheeler-Feynman, fue más allá de la capacidad del propio Wheeler). Feynman parecía poseer una facilidad aterradora con la sustancia detrás de las ecuaciones, como Albert Einstein a la misma edad, o el físico soviético Lev Landau, pero pocos otros.
—James Gleick  Genius: The Life and Science of Richard Feynman

## Proyecto Manhattan

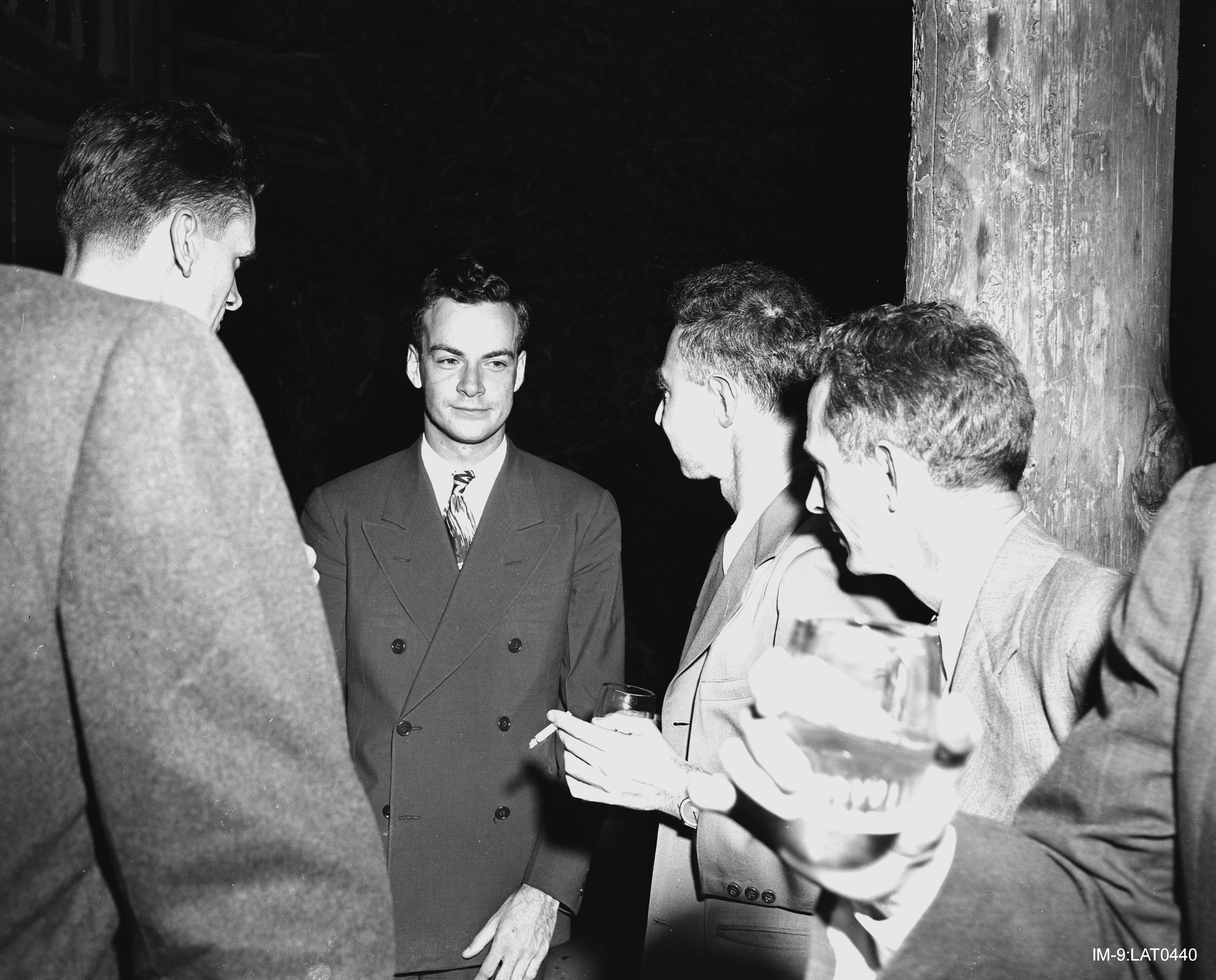
Feynman (centro) con Robert Oppenheimer (derecha), en Los Álamos, Proyecto Manhattan

En Princeton, el físico Robert R. Wilson animó a Feynman a participar en el Proyecto Manhattan, proyecto del ejército estadounidense desarrollado en Los Álamos durante la Segunda Guerra Mundial para fabricar la bomba atómica. Feynman dijo que lo que le decidió a unirse a este esfuerzo fue construirla antes que la Alemania Nazi desarrollara su propia bomba. Fue asignado a la división teórica de Hans Bethe e impresionó a Bethe lo suficiente como para que este le encargara dirigir un grupo de trabajo. Él y Bethe desarrollaron la fórmula de Bethe-Feynman para calcular el rendimiento de una bomba de fisión, basándose en el trabajo previo de Robert Serber.
Se sumergió en el trabajo del proyecto, y estuvo presente en la prueba de la bomba Trinity. Feynman decía ser la única persona que vio la explosión sin las gafas oscuras o lentes de soldador, razonando que era seguro mirar a través del parabrisas de un camión, ya que filtra la radiación ultravioleta dañina. Testigo de la explosión, Feynman se agachó al suelo de su camioneta debido al inmenso brillo de la explosión, donde vio una estela de una "mancha púrpura" temporal en el evento.
Como físico auxiliar, él no era fundamental para el proyecto. Coordinaba el grupo de cálculo de los 'ordenadores humanos' en la división teórica (uno de sus estudiantes allí, John G. Kemeny, más tarde codiseñó y co-especificó el lenguaje de programación BASIC). Más tarde, con Nicholas Metropolis, ayudó a establecer el sistema para el uso de tarjetas perforadas de IBM para el cálculo.
Otro trabajo de Feynman en Los Álamos fue el cálculo de las ecuaciones de neutrones para la "Caldera" de Los Álamos, un pequeño reactor nuclear, para medir qué tan cerca un conjunto de material fisible se encontraba de criticidad. Al finalizar este trabajo, fue trasladado a las instalaciones de Oak Ridge, donde ayudó a los ingenieros en el diseño de los procedimientos de seguridad para el almacenamiento del material, de manera que los accidentes de criticidad (por ejemplo, debido a que cantidades subcríticas del material fisible inadvertidamente almacenado en la proximidad a lados opuestos de una pared) pudieran evitarse. Él también hizo el trabajo y los cálculos teóricos sobre la propuesta de bomba de hidruro de uranio, que luego resultó no ser factible.
Feynman fue buscado por el físico Niels Bohr para tener conversaciones cara a cara. Más tarde se descubrió la razón: la mayoría de los otros físicos temían demasiado a Bohr para discutir con él. Feynman no tenía estas limitaciones, señalando enérgicamente cualquier cosa que consideraba errónea en el pensamiento de Bohr. Feynman dijo que sentía tanto respeto por Bohr como cualquier otra persona, pero una vez que alguien lo tenía hablando sobre física, estaba tan concentrado que se olvidaba de las sutilezas sociales.
Las instalaciones de Los Álamos fueron aisladas por la naturaleza de alto secreto del proyecto. En las propias palabras de Feynman, «No había nada que hacer allí». Aburrido, se dedicó a abrir cerraduras para mostrar las vulnerabilidades de los sistemas de seguridad. Cambiaron los candados por unas cerraduras Mosler con combinaciones de 3 números como 21-63-43. Tras muchas pruebas y estudio descubrió que podía descubrir los dos últimos números cuando la cerradura estaba abierta. Cuando iba al despacho de otra persona y la cerradura estaba abierta aprovechaba para palparla inadvertidamente para descubrir los dos últimos números y anotarlos en una libreta. Si otro día necesitaba abrir esa cerradura consultaba su libreta y solo necesitaba unos minutos para descubrir el número que le faltaba. También estudió cómo abrir algunas cajas fuertes. Un domingo fue a la planta de uranio de Oak Ridge donde en la reunión con un general necesitaban unos documentos que estaban dentro de una caja fuerte. Intentaron llamar a la secretaria que sabía la combinación pero no estaba localizable. Feynman pidió permiso para intentar abrirla y lo hizo en 10 minutos.
Feynman gastó muchas bromas a sus compañeros. En una ocasión se encontró con la combinación de un archivador bajo llave tratando de adivinar los números que un físico usaría (que resultó ser 27-18-28, ya que es la base de los logaritmos naturales, e = 2.71828…), y encontró que los tres archivadores donde un colega mantenía un conjunto de notas de investigación sobre la bomba atómica tenían todos la misma combinación. Él dejó una serie de notas en los armarios como una broma, que en un principio asustó a su colega Frederic de Hoffmann, que creyó que un espía o saboteador había tenido acceso a los secretos de la bomba atómica. 
En varias ocasiones, Feynman condujo a Albuquerque para ver a su esposa enferma en un coche prestado por Klaus Fuchs, quien más tarde se descubrió que era un verdadero espía para los soviéticos llevando secretos nucleares en su coche a Santa Fe.
En una ocasión, Feynman encontró una zona aislada de la Mesa donde podía tocar al estilo del tambor de los nativos americanos; «Y tal vez me gustaría bailar y cantar, un poco». Esto no pasó desapercibido, y los rumores se extendieron sobre un baterista indio misterioso llamado "Joe el Indio". También se hizo amigo del jefe del laboratorio, J. Robert Oppenheimer, quien infructuosamente intentó alejarlo de sus otros compromisos después de la guerra para llevarlo a trabajar en la Universidad de Berkeley, California.
Feynman alude a sus pensamientos sobre la justificación para involucrarse en el proyecto Manhattan en The Pleasure of Finding Things Out. Sintió que la posibilidad de que la Alemania nazi desarrollara la bomba antes que los aliados era una razón de peso para ayudar a su desarrollo para los Estados Unidos. Luego admitió que fue un error no reconsiderar la situación una vez que Alemania fue derrotada. En la misma publicación, Feynman también habla de sus preocupaciones en la era de la bomba atómica, sintiendo por un tiempo considerable que había un alto riesgo de que la bomba se utilizara pronto de nuevo, por lo que no tenía sentido construir una para el futuro. Más tarde él describe este período como una "depresión".

## Vida académica temprana
Tras la finalización de su Ph.D. en 1942, Feynman celebró una cita en la Universidad de Wisconsin-Madison como profesor asistente de física. El nombramiento fue por su participación en el proyecto Manhattan. En 1945 recibió una carta del decano Marcos Ingraham de la Facultad de Letras y Ciencias solicitando su regreso a la Universidad de Washington para enseñar en el próximo año académico. Su nombramiento no se extendió cuando él decidió no volver. En una charla que dio varios años más tarde en la Universidad de Washington, Feynman bromeó: «Es genial estar de vuelta en la única universidad que había tenido el buen sentido de despedirme».
Después de la guerra, Feynman rechazó una oferta del Instituto de Estudios Avanzados de Princeton, Nueva Jersey, a pesar de la presencia de profesores distinguidos como Albert Einstein, Kurt Gödel y John von Neumann. Feynman siguió a Hans Bethe, a la Universidad de Cornell, donde Feynman enseñó física teórica desde 1945 hasta 1950. Durante una depresión temporal después de la destrucción de Hiroshima y Nagasaki por las bombas producidas en el Proyecto Manhattan, se centró en problemas complejos de física, no por su utilidad, sino por autosatisfacción. Uno de ellos fue el análisis de la física del desplazamiento por el aire de un disco girando con nutación asociada. En su trabajo durante este período utiliza ecuaciones de rotación para expresar diferentes velocidades de giro, resultando importante para su trabajo ganador del Premio Nobel, pero solo porque se sentía exhausto y había vuelto su atención a problemas sin aplicación práctica inmediata, y se sorprendió por las ofertas de las cátedras de otras universidades de renombre.
A pesar de recibir una nueva oferta del Instituto de Estudios Avanzados, Feynman la rechazó sobre la base de que no había tareas docentes: Feynman sintió que los estudiantes eran una fuente de inspiración y la enseñanza era una distracción durante los períodos no creativos. Por ello el Instituto de Estudios Avanzados de la Universidad de Princeton le ofreció un paquete por el que podía enseñar en la universidad y también estar en el instituto. Feynman en cambio aceptó una oferta del Instituto de Tecnología de California (Caltech) —y como dice en su libro Surely You're Joking Mr. Feynman!— por el deseo de vivir en un clima suave, pensamiento que había fijado en su mente mientras estaba colocando cadenas para nieve en los neumáticos de su coche en medio de una tormenta en Ithaca.
Feynman ha sido llamado el "Gran Explicador". Se ganó la reputación de tener mucho cuidado al dar explicaciones a sus estudiantes ya que era un deber moral hacer el tema accesible. Su principio rector era que si un tema no podía ser explicado en una conferencia de primer año, aún no estaba completamente entendido. Feynman sintió gran placer al dar con una explicación «a nivel de primer año», por ejemplo, de la conexión entre espín y estadísticas. Lo que dijo fue que los grupos de partículas con espín ½ "repelen", mientras que los grupos con espín entero "se agrupan". Esta era una manera brillante simplificada de demostrar cómo las estadísticas de Fermi-Dirac y las estadísticas de Bose-Einstein evolucionaron como consecuencia del estudio de cómo los fermiones y bosones se comportan bajo una rotación de 360°. Esta fue también una pregunta que él meditaba en sus conferencias más avanzadas, ya que demostró la solución en la conferencia conmemorativa de 1986 de Dirac. En la misma conferencia, explicó, además, que deben existir antipartículas, porque si las partículas tenían solo energías positivas, no se limitarían a un llamado "cono de luz".
Se opuso al aprendizaje de memorización irreflexiva y a otros métodos de enseñanza que hacían hincapié en la forma sobre la función. El pensamiento claro y la presentación clara eran requisitos fundamentales para su atención. Podía ser peligroso incluso acercarse a él sin preparación, sin olvidarse de los tontos o los pretenciosos.

## Años en el Instituto Tecnológico de California
Feynman hizo un trabajo importante, mientras estaba en el Instituto Tecnológico de California (Caltech), incluyendo la investigación en:
- La electrodinámica cuántica. La teoría con la que Feynman ganó su Premio Nobel es conocida por sus predicciones exactas.[34] Esta teoría se inició en los años previos en que Feynman trabajó en Princeton como estudiante graduado y continuó mientras estaba en Cornell. Este trabajo consistió en dos formulaciones distintas. La primera es su formulación integral, y la segunda es la elaboración de diagramas de Feynman. Ambas formulaciones contenían la suma sobre historias del método en el que se considera cada camino posible de un estado a otro, el camino final es una suma sobre las probabilidades (también conocidos como suma sobre caminos).[35] Durante varios años dio conferencias a los estudiantes en Caltech en su camino a la formulación integral de la teoría cuántica. La segunda formulación de la electrodinámica cuántica (utilizando diagramas de Feynman) fue mencionada específicamente por el comité Nobel. La conexión lógica con la formulación integral de camino es interesante. Feynman no demostró que las reglas para sus diagramas se siguieron matemáticamente a partir de la formulación integral de trayectoria. Algunos casos especiales fueron posteriormente probados por otras personas, pero solo en el caso real, por lo que las pruebas no funcionan cuando un giro está involucrado. La segunda formulación debió ser pensada sobre como empezar de nuevo, pero guiada por la visión intuitiva proporcionada por la primera formulación. Freeman Dyson publicó un artículo en 1949, sumando a las nuevas reglas de Feynman que contaban cómo implementar la renormalización. Los estudiantes de todo el mundo aprenden y utilizan la nueva herramienta de gran alcance que Feynman había creado. Con el tiempo los programas de ordenador se escribieron para calcular los diagramas de Feynman, proporcionando una herramienta de poder sin precedentes. Es posible escribir estos programas debido a que los diagramas de Feynman constituyen un lenguaje formal con una gramática. Marc Kac proporcionó las pruebas formales de la suma en virtud de la historia, lo que demuestra que la ecuación diferencial parcial parabólica puede ser expresada como una suma en diferentes historias (es decir, un operador expectativa), lo que ahora se conoce como la fórmula Feynman-Kac, el uso de las cuales se extiende más allá de la física para muchas aplicaciones de procesos estocásticos.[36]
- Física de la superfluidez del helio líquido subenfriado, donde el helio parece mostrar una falta total de viscosidad cuando fluye. Feynman dio una explicación de la mecánica cuántica para la teoría de la superfluidez del físico soviético Lev D. Landau.[37] La aplicación de la ecuación de Schrödinger a la pregunta mostró que el superfluido mostraba comportamiento mecánico cuántico observable a escala macroscópica. Esto ayudó con el problema de la superconductividad, pero la solución eludió a Feynman.[38] Se resolvió con la teoría BCS de la superconductividad, propuesta por John Bardeen, Leon Neil Cooper y John Robert Schrieffer.
- Un modelo de decaimiento débil, que mostró que el acoplamiento  en el proceso es una combinación de corrientes de vectores y axiales (un ejemplo de decaimiento débil es la desintegración de un neutrón en un electrón, un protón, y un anti-neutrino). Aunque E.C. George Sudarshan y Robert Marshak desarrollaron la teoría casi simultáneamente, la colaboración de Feynman con Murray Gell-Mann fue vista como fundamental, porque la interacción débil se describe prolijamente por el vector y las corrientes axiales. Por lo tanto, combina la teoría de decaimiento beta de 1933 de Enrico Fermi con una explicación de violación de la paridad.

También desarrolló los diagramas de Feynman, un dispositivo de contabilidad que ayuda en la conceptualización y el cálculo de las interacciones entre las partículas en el espacio-tiempo, incluyendo las interacciones entre los electrones y sus homólogos de antimateria, los positrones. Este dispositivo y otros posteriores permitieron, acercarse a la reversibilidad del tiempo y otros procesos fundamentales. La imagen mental de Feynman para estos diagramas se inició con la aproximación de una esfera dura, y las interacciones podrían ser pensadas como colisiones en un primer momento. No fue sino hasta décadas después que los físicos piensan en analizar los nodos de los diagramas de Feynman con más atención.
Utilizando sus diagramas de un pequeño número de partículas que interactúan en el espacio-tiempo, Feynman podía entonces modelar toda la física en términos de los espines de esas partículas y la gama de acoplamiento de las fuerzas fundamentales. Feynman intentó dar una explicación de la fuerte interacción que gobierna a los nucleones de esparcimiento, que llama el modelo Parton. El modelo Parton surgió como un complemento al modelo de quarks desarrollado por su colega de Caltech Murray Gell-Mann. La relación entre los dos modelos era turbia; Gell-Mann se refirió a los partones de Feynman burlonamente como "poner complementos". A mediados de la década de 1960, los físicos creían que los quarks no eran más que un dispositivo de contabilidad para los números de simetría, no partículas reales, ya que las estadísticas de la partícula omega-menos, se interpretaban como tres quarks extraños idénticos unidos entre sí, parecía imposible que los quarks fueran reales. El acelerador lineal de Stanford permitió realizar experimentos de dispersión inelástica en la década de 1960 que mostraron, de forma análoga al experimento de Ernest Rutherford dispersando las partículas alfa en núcleos de oro en 1911, que los nucleones (protones y neutrones) contenían partículas puntuales que dispersaban a los electrones. Era natural identificar estos con los quarks, pero el modelo Parton de Feynman intentó interpretar los datos experimentales de una manera que no utilizan una hipótesis adicional. Por ejemplo, los datos mostraron que cerca del 45 % del impulso de energía se lo llevaban partículas eléctricamente neutras en el nucleón. Estas partículas eléctricamente neutras ahora se ha determinado que son los gluones que realizan las fuerzas entre los quarks y llevan también el número cuántico de color de tres valores que resuelve el problema de Omega-menos. Feynman no cuestionó el modelo de quarks; por ejemplo, cuando el quinto quark fue descubierto en 1977, Feynman inmediatamente señaló a sus alumnos que el descubrimiento implicaba la existencia de un sexto quark, que fue descubierto en la década después de su muerte.
Tras el éxito de la electrodinámica cuántica, Feynman volvió a la gravedad cuántica. Por analogía con el fotón, que tiene espín 1, investigó las consecuencias de un campo sin masa libre de espín 2, y deriva la ecuación de campo de Einstein de la relatividad general y da un paso más. El dispositivo computacional que Feynman descubrió, fue luego aplicado al estudio de "fantasmas" en las teorías gravitacionales, como "partículas" en el interior de sus diagramas que tienen la conexión "equivocada" entre el espín y las estadísticas, han demostrado ser de gran valor para explicar el comportamiento de las partículas del quántum de las teorías de Yang-Mills, por ejemplo, QCD y el teoría electro-débil.
Feynman fue elegido miembro extranjero de la Royal Society (ForMemRS) en 1965. En ese momento de la década de 1960, Feynman se agota trabajando en varios proyectos importantes, simultáneamente, mientras que en Caltech realza la enseñanza del pregrado. Después de tres años dedicados a la tarea, produjo una serie de conferencias que con el tiempo se convirtieron en The Feynman Lectures on Physics. Feynman quería que la portada de ese libro fuera una foto de un parche de un tambor rociado con polvo para mostrar los modos de vibración. En cambio, los editores dieron a los libros cubiertas rojas sencillas, aunque incluyeron una foto de él tocando la batería en el prólogo. El libro de Feynman Lectures on Physics ocupó a dos físicos, Robert B. Leighton y Sands Mateo, como coautores a tiempo parcial durante varios años. A pesar de que los libros no fueron adoptados por las universidades como libros de texto, se siguen vendiendo bien, ya que proporcionan una profunda comprensión de la física. Muchas de sus conferencias y diversas charlas fueron convertidas en otros libros, entre ellos The Character of Physical Law, QED: The Strange Theory of Light and Matter, Statistical Mechanics, Lectures on Gravitation, y Feynman Lectures on Computation.
Como una forma de llevar la publicidad a los avances en la física, Feynman ofreció premios de 1000 dólares para dos de sus retos en nanotecnología; uno fue reclamado por William McLellan y el otro por Tom Newman. También fue uno de los primeros científicos de concebir la posibilidad de los ordenadores cuánticos.[cita requerida]
En 1974, Feynman pronunció el discurso de graduación del Caltech con el tema «Ciencia culto de cargo», y la definió como aquella que tiene la apariencia de científica, pero es solamente pseudociencia, debido a la carencia en el científico de «una clase de integridad científica, un principio de pensamiento científico que corresponde al tipo de honestidad absoluta». Instruyó a su audiencia expresando que : «El primer principio es que no se debe engañar a uno mismo y tu eres la persona más fácil de engañar. Por eso se debe ser muy cuidadoso. Después de no haberte engañado a ti mismo, es fácil no engañar a otros científicos. Tras esto solo debéis ser honestos de una forma convencional».
En 1984-1986, desarrolló un método variacional para el cálculo aproximado de integrales de trayectoria, que ha dado lugar a un potente método de conversión de las expansiones divergentes de perturbación en expansiones convergentes de fuerte acoplamiento (teoría de perturbación variacional) y, como consecuencia, a una mejor determinación de precisión de los exponentes críticos medidos en experimentos satelitales.
A finales de 1980, de acuerdo con Richard Feynman and the Connection Machine, Feynman desempeñó un papel crucial en el desarrollo de la primera computadora paralela masiva, y en la búsqueda de usos innovadores en los cálculos numéricos, en la construcción de las redes neuronales, así como en simulaciones físicas usando autómatas celulares (tales como el flujo de fluido turbulento), en colaboración con Stephen Wolfram en Caltech Su hijo Carl también jugó un papel en el desarrollo de la ingeniería de la máquina original de conexión; Feynman influía sobre las interconexiones, mientras que su hijo trabajaba en el software.
Los diagramas de Feynman ahora son fundamentales para la teoría de cuerdas y la teoría M, e incluso se han ampliado topológicamente. Las líneas-mundo de los diagramas se han desarrollado para convertirse en tubos para permitir un mejor modelado de los objetos más complicados como cuerdas y membranas. Poco antes de su muerte, Feynman criticó la teoría de cuerdas en una entrevista: «No me gusta que no estén calculando nada», dijo. «No me gusta que no comprueban sus ideas. No me gusta que para cualquier cosa que no está de acuerdo con un experimento, cocinan una explicación, en vez de decir, 'Bueno, todavía podría ser cierto'». Estas palabras han sido citadas mucho por los opositores a la dirección que ha tomado la teoría de cuerdas de la física de partículas.

## El desastre del Challenger
Feynman desempeñó un papel importante en la Comisión Presidencial Rogers, en donde investigó el desastre del Challenger. Durante una audiencia televisada, Feynman demostró que el material utilizado en las juntas tóricas de la nave se vuelve menos resistente en climas fríos, mediante la compresión de una muestra del material en una abrazadera y sumergiéndolo en agua helada. La comisión determinó, en última instancia, que el desastre fue causado por la junta tórica primaria, al no haber estado sellada adecuadamente en un clima inusualmente frío en Cabo Cañaveral.

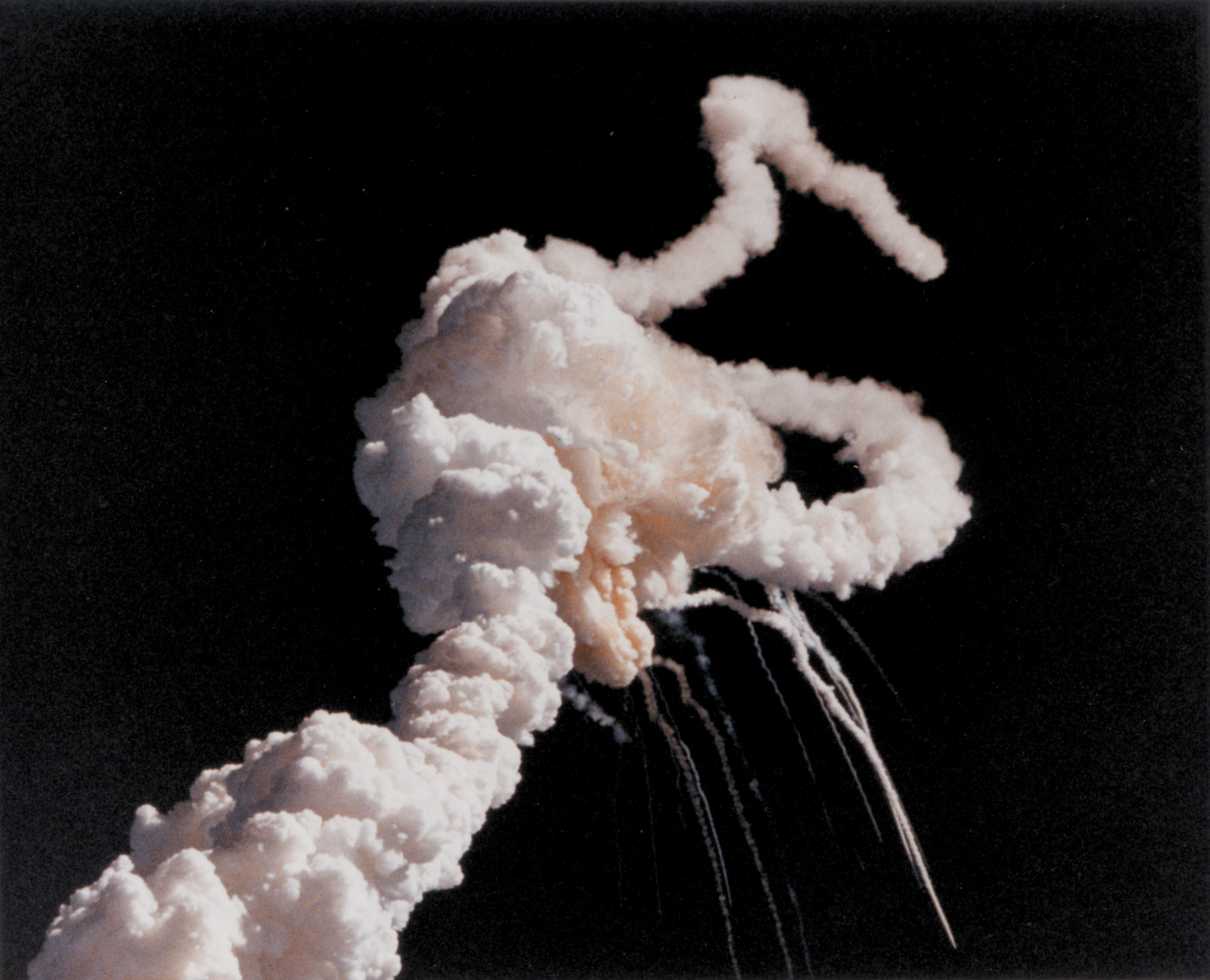
El Desastre del Challenger en 1986

Feynman dedicó la segunda mitad de su libro What Do You Care What Other People Think? a su experiencia en la Comisión Rogers, desviándose de su convención usual de breves anécdotas alegres, para ofrecer una narración extensa y sobria. Revela una desconexión entre los ingenieros y ejecutivos de la NASA que fue mucho más sorprendente de lo que se esperaba. Sus entrevistas a gerentes de alto rango de la NASA revelaron malentendidos sorprendentes de conceptos elementales. Por ejemplo, los administradores de la NASA afirmaron que había 1 en 100.000 de probabilidad de una falla catastrófica a bordo del transbordador, pero Feynman descubrió que los ingenieros de la NASA estiman sus propias posibilidades de una catástrofe cerca de 1 en 200. Se concluyó que las estimaciones de la fiabilidad del transbordador espacial por la gestión de la NASA fueron increíblemente irreales, y le enfureció particularmente que la NASA utilizara estas cifras para reclutar a Christa McAuliffe en el programa de “Maestro en el espacio”. Advirtió en su apéndice en el informe de la comisión (que se incluyó solo después de que amenazó con no firmar el informe): «Para una tecnología exitosa, la realidad debe prevalecer sobre las relaciones públicas, la naturaleza no puede ser engañada».
Un drama documental de televisión llamado The Challenger Disaster, que detalla parte de la investigación de Feynman, se emitió en 2013.

## Identificación religiosa
Aunque nacido y criado por padres que eran ashkenazi, Feynman no solo era ateo, sino que se negó a ser etiquetado como judío. Se negó sistemáticamente a ser incluido en listas o libros que clasificaran a las personas por su raza. Pidió que no se le incluyera en el escrito de Tina Levitan The Laureates: Jewish Winners of the Nobel Prize. «Seleccionar los elementos peculiares que vienen de alguna herencia supuestamente judía es abrir la puerta a todo tipo de tonterías sobre la teoría racial», y agregó que «… a los trece años me convertí no solo a otros puntos de vista religiosos, sino que también dejé de creer que el pueblo judío es de alguna manera el 'pueblo elegido'».

## Vida personal

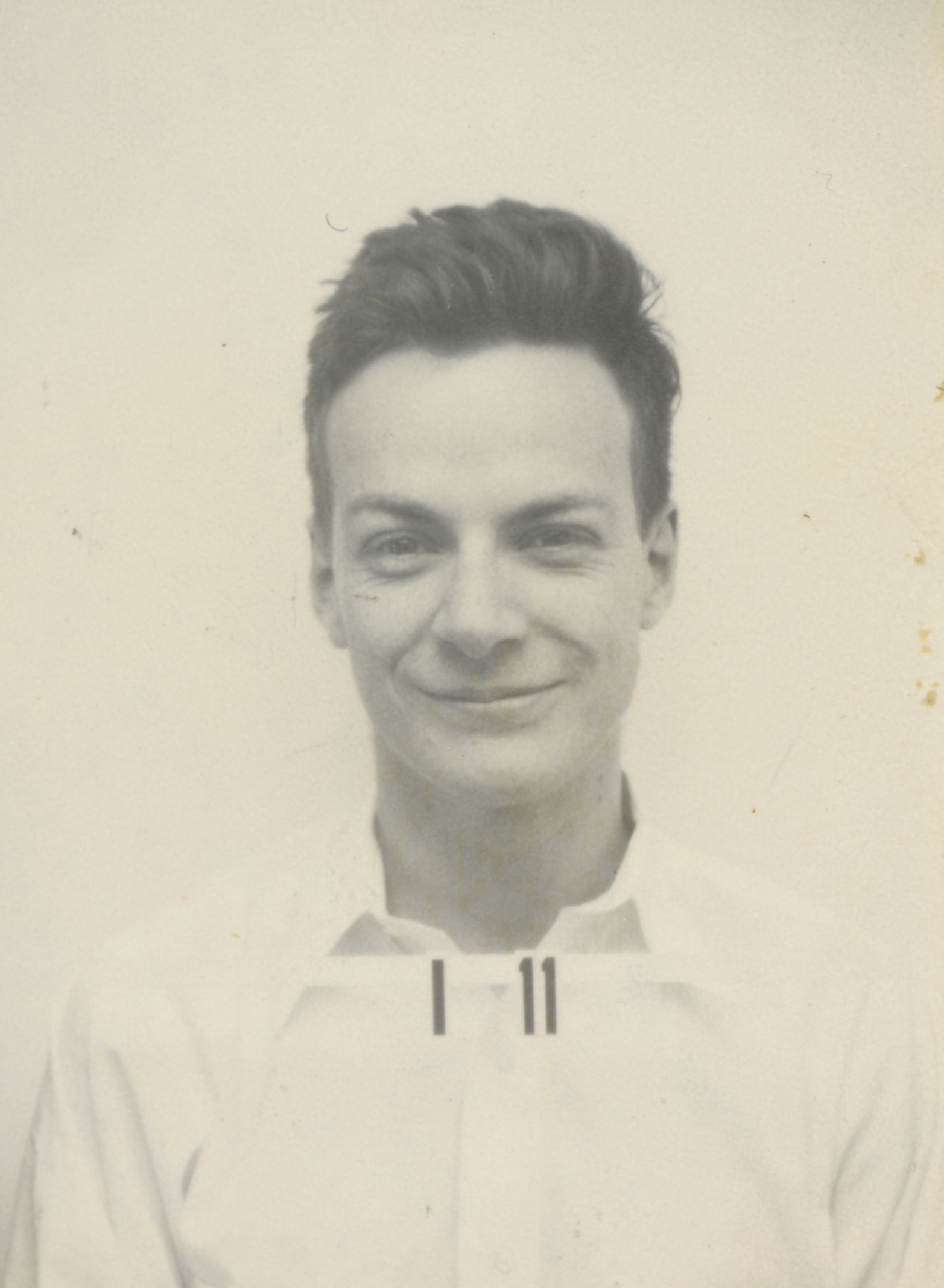
Foto de identificación de Richard Feynman, con su distintivo, en Los Álamos (Proyecto Manhattan).

Mientras investigaba para su doctorado, Feynman se casó con Arline Greenbaum (a menudo mal escrito Arlene). Se casaron sabiendo que Arline estaba gravemente enferma de tuberculosis, de la cual murió en 1945. En 1946, Feynman le escribió una carta, pero se mantuvo sellada durante el resto de su vida. Esta parte de la vida de Feynman fue retratada en la película de 1996 Infinity, donde participaba la hija de Feynman, Michelle, en un rol de la película.
Se casó por segunda vez, en junio de 1952, con Mary Louise Bell de Neodesha, Kansas; este matrimonio no tuvo éxito:

Él comienza a trabajar con problemas de cálculo en su cabeza tan pronto como se despierta. Hacía cálculo mientras conducía su coche, mientras estaba sentado en la sala de estar, y mientras estaba acostado en la cama por la noche.
Demanda de divorcio Mary Louise Bell

Más tarde se casó con Gweneth Howarth (1934-1989), que era de Ripponden, Yorkshire, y compartió su entusiasmo por la vida y la aventura. Además de su casa en Altadena, California, tenían una casa de playa en Baja California, comprada con el dinero del Premio Nobel de Feynman, la tercera parte de los 55 000 dólares. Permanecieron casados hasta la muerte de Feynman. Tuvieron un hijo, Carl, en 1962, y adoptaron una hija, Michelle, en 1968.
Feynman tuvo un gran éxito en la enseñanza de Carl, utilizando, por ejemplo, las discusiones acerca de las hormigas y los marcianos como un dispositivo para ganar perspectiva sobre los problemas y cuestiones. Se sorprendió al enterarse de que los mismos dispositivos de enseñanza no eran útiles con Michelle. Las matemáticas eran un interés común para el padre y el hijo; ambos entraron en el campo de la computación como consultores y participaron en la promoción de un nuevo método de uso de varios ordenadores para resolver problemas complejos, conocido como computación paralela. El Jet Propulsion Laboratory retuvo a Feynman como consultor informático durante las misiones críticas. Un compañero de trabajo caracterizó a Feynman como un afín de don Quijote en su escritorio, en lugar de estar en una estación de trabajo de ordenador, estaba listo para la batalla contra los molinos de viento.
Feynman viajó a Brasil, donde dio cursos en el CBPF (Centro Brasileño de Investigaciones Físicas) y cerca del final de su vida planeó visitar la región rusa de Tuvá, un sueño que, debido a problemas burocráticos de la Guerra Fría, nunca pudo hacer realidad. El día después de su muerte, llegó una carta para Feynman del gobierno soviético, dándole autorización para viajar a Tuvá. De su interés entusiasta en llegar a Tuvá vino la frase "Tuva or Bust" (también el título de un libro sobre sus esfuerzos por llegar), que fue usada con frecuencia entre su círculo de amistades en la esperanza de que, un día, pudiera verla de primera mano. La película documental, Genghis Blues, menciona algunos de sus intentos de comunicarse con Tuvá y narra el viaje exitoso por sus amigos.
En respuesta a las felicitaciones de Hubert Humphrey por su Premio Nobel, Feynman admitió una larga admiración por él, entonces vicepresidente. En una carta a un profesor del MIT de fecha 6 de diciembre de 1966, Feynman expresó su interés en postularse para gobernador de California.
Feynman tomó clases de dibujo y pintura y disfrutó de cierto éxito bajo el seudónimo de "Ofey", que culminó con una exposición de su obra. Aprendió a tocar un instrumento de percusión de metal (frigideira) en un estilo de samba en Brasil, y participó en una escuela de samba.
Además, tenía un cierto grado de sinestesia para las ecuaciones, explicando que las letras en ciertas funciones matemáticas aparecían en color para él, a pesar de que siempre estuvieran impresas en blanco y negro.
Según James Gleick, autor de la biografía Genius, Feynman intentó usar LSD durante su cátedra en Caltech. Un tanto avergonzado por sus acciones, eludió en gran medida el problema al dictar sus anécdotas; lo menciona en la sección "O Americano, Outra Vez", mientras que el capítulo de "Altered States" en Surely You're Joking, Mr. Feynman! describe solo experiencias con marihuana y ketamina en los famosos tanques de privación sensorial de John Lilly, como una manera de estudiar la conciencia. Dentro del tanque llegaba a tener alucinaciones en menos de 15 minutos.
Feynman abandonó el alcohol cuando comenzó a mostrar los primeros signos de alcoholismo, ya que no quería hacer nada que pudiera dañar su cerebro.
En "Altered States" explica su renuencia a experimentar con drogas.

I had once thought to take drugs, but I got kind of scared of that: I love to think, and I don't want to screw the machine.
‘Una vez pensé en tomar drogas, pero me asusté: Me encanta pensar y no quería estropear la máquina.’

En Surely You're Joking, Mr. Feynman!, da consejos sobre la mejor manera de ligar con chicas en un bar. En Caltech, utilizó un bar de desnudos (topless bar) como una oficina fuera de su oficina habitual, haciendo bocetos o escribiendo ecuaciones de física en servilletas de papel. Cuando los funcionarios del condado intentaron cerrar el lugar, todos los visitantes, excepto Feynman, se negaron a testificar a favor del bar, por temor a que sus familias o clientes se enterasen de que eran clientes de este tipo de establecimientos. Solo Feynman aceptó, y en los tribunales, afirmó que el bar era una necesidad pública, afirmando que los trabajadores, técnicos, ingenieros, peones comunes, "y un profesor de física" frecuentaban el establecimiento. Mientras que el bar perdió el caso en la corte, se le permitió permanecer abierto mientras duraba la apelación.
Feynman tiene un papel como actor secundario en la película Anti-Clock acreditado como "El Profesor".

## Muerte
Feynman padecía dos formas raras de cáncer, liposarcoma y macroglobulinemia de Waldenström, falleciendo poco después de su última intervención quirúrgica el 15 de febrero de 1988, a sus 69 años. Sus últimas palabras citadas son: «No me gustaría morir dos veces. Es tan aburrido».

## Legado popular

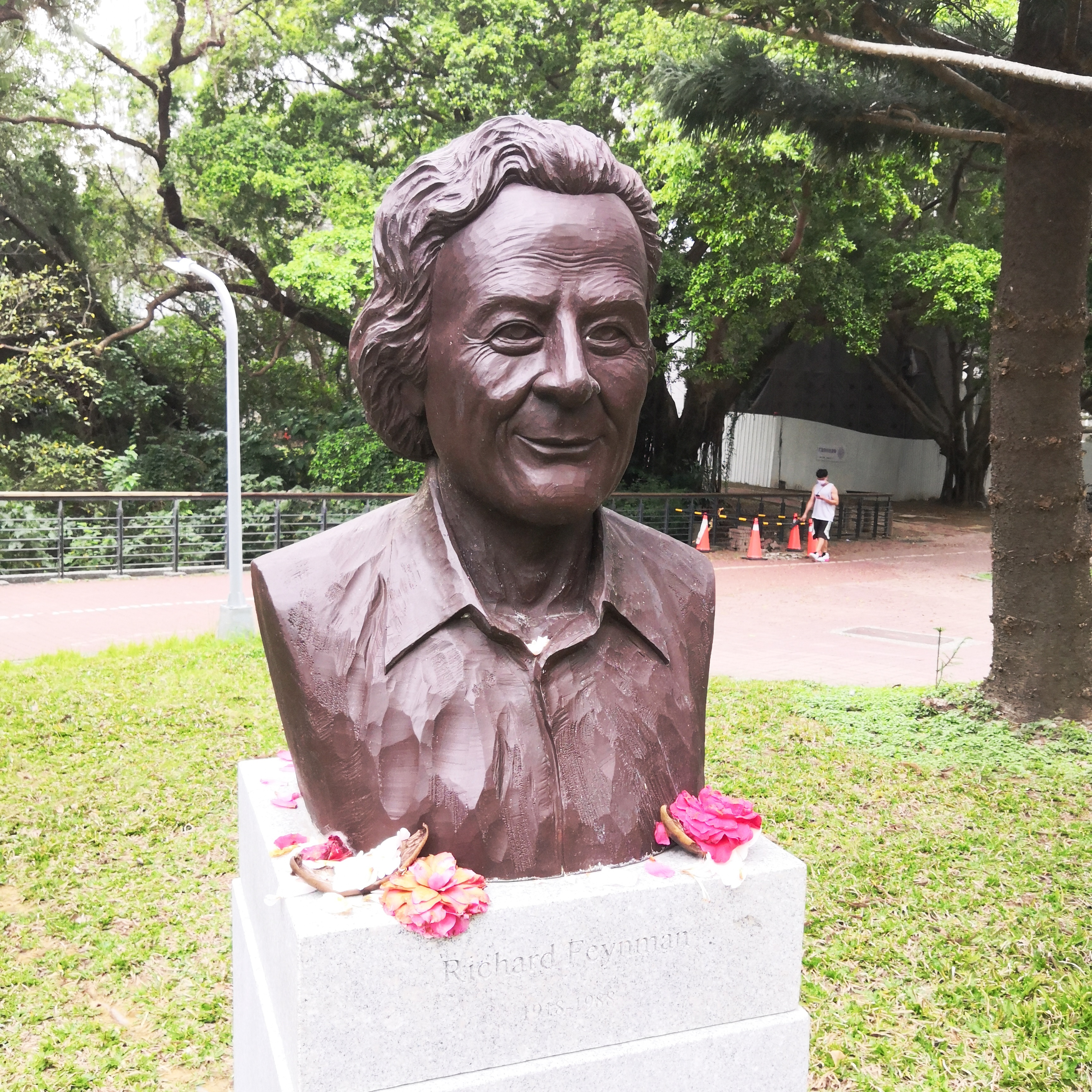
Busto de Richard Feynman en el campus de la Universidad Nacional Tsing Hua, Hsinchu, Taiwán

El actor Alan Alda encargó al dramaturgo Peter Parnell escribir una obra de teatro de dos personajes sobre un día ficticio en la vida de Feynman fechada dos años antes de su muerte. La obra, QED, basada en los escritos sobre la vida de Richard Feynman, durante la década de 1990, se estrenó en el Mark Taper Forum de Los Ángeles, California en 2001. A continuación, la obra fue presentada en el Teatro Vivian Beaumont en Broadway, con las dos representaciones protagonizadas por Alda como Richard Feynman.
El 4 de mayo de 2005, el Servicio Postal de los Estados Unidos emitió una serie conmemorativa de sellos autoadhesivos en varias configuraciones de 37 centavos sobre científicos estadounidenses. Los científicos representados fueron Feynman, John von Neumann, Barbara McClintock, y Josiah Willard Gibbs. El sello de Feynman, en tonos sepia, mostraba una fotografía de Feynman a sus 30 años y ocho pequeños diagramas de Feynman. Los sellos fueron diseñados por Victor Stabin bajo la dirección artística de Carl T. Herrman.
El edificio principal de la División de Computación en el Fermilab se llama Feynman Computing Center en su honor.
Real Time Opera estrenó su ópera Feynman en el Norfolk (CT) Chamber Music Festival en junio de 2005.
En un artículo del New York Times sobre Feynman y su legado de 1992, James Gleick relata la historia de cómo Murray Gell-Mann describe lo que se conoce como "El Algoritmo Feynman" o "The Feynman Problem-Solving Algorithm " a un estudiante: "El estudiante pregunta a Gell-Mann sobre las notas de Feynman, y Gell-Mann dice que no, los métodos de Dick no son los mismos que los métodos utilizados aquí. El estudiante pregunta, bueno, ¿cuáles son los métodos de Feynman? Gell-Mann se inclina tímidamente contra la pizarra y dice: El método de Dick es este. Usted escribe el problema. ¿Cree que es muy difícil? (Cierra los ojos y aprieta sus nudillos paródicamente a la frente). Pues, escriba su respuesta".
En 1998, una fotografía de Richard Feynman dando una conferencia formó parte de la serie del cartel encargado por Apple Inc. para su campaña publicitaria "Think Different".
En 2011, Feynman fue el tema de una novela gráfica biográfica titulada "Simplemente Feynman", escrita por Jim Ottaviani e ilustrada por Leland Myrick.
En 2013, el drama de la BBC, El Challenger, representaba el papel de Feynman en la Comisión Rogers en la denuncia del fallo de la junta tórica en los propulsores de cohetes sólidos (SRB) de la NASA, basada en parte en el libro de Feynman What Do You Care What Other People Think?.
En el capítulo 3 de la temporada 9 de The Big Bang Theory, titulado "The Bachelor Party Corrosion", Raj y Howard deciden «secuestrar» a Leonard para pasar un fin de semana de despedida de soltero a pesar de llevarse a Sheldon, quien se impresiona al saber que la furgoneta en la que van perteneció al difunto Dr. Richard Feynman, alquilada para la ocasión por Howard a un amigo.
En el capítulo 2 de la temporada 11 de The Big Bang Theory, titulado "The Retraction Reaction", los protagonistas de la serie van a visitar la tumba de Feynman en busca de inspiración y consuelo.
Feynman aparece en algunos de los vídeos musicales que componen la obra Symphony of Science de John Boswell: «We are all conected», «A wave of Reason», «The Quantum World» y «We are Star Dust».

## Obra

### Trabajos científicos seleccionados
- Feynman, Richard P. (2000).  Laurie M. Brown, ed. Selected Papers of Richard Feynman: With Commentary. 20th Century Physics. World Scientific. ISBN 978-981-02-4131-5.
- Feynman, Richard P. (1942).  Laurie M. Brown, ed. The Principle of Least Action in Quantum Mechanics. Ph.D. Dissertation, Princeton University. World Scientific (with title Feynman's Thesis: a New Approach to Quantum Theory) (publicado el 2005). ISBN 978-981-256-380-4.
- Wheeler, John A.; Feynman, Richard P. (1945). «Interaction with the Absorber as the Mechanism of Radiation». Reviews of Modern Physics 17 (2-3): 157-181. Bibcode:1945RvMP...17..157W. doi:10.1103/RevModPhys.17.157.
- Feynman, Richard P. (1946). A Theorem and its Application to Finite Tampers. Los Alamos Scientific Laboratory, Atomic Energy Commission. OSTI 4341197.
- Feynman, Richard P.; Welton, T. A. (1946). Neutron Diffusion in a Space Lattice of Fissionable and Absorbing Materials. Los Alamos Scientific Laboratory, Atomic Energy Commission. OSTI 4381097.
- Feynman, Richard P.; Metropolis, N.; Teller, E. (1947). Equations of State of Elements Based on the Generalized Fermi-Thomas Theory. Los Alamos Scientific Laboratory, Atomic Energy Commission. OSTI 4417654.
- Feynman, Richard P. (1948a). «Space-time approach to non-relativistic quantum mechanics». Reviews of Modern Physics 20 (2): 367-387. Bibcode:1948RvMP...20..367F. doi:10.1103/RevModPhys.20.367.
- Feynman, Richard P. (1948b). «Relativistic Cut-Off for Quantum Electrodynamics». Physical Review 74 (10): 1430-1438. Bibcode:1948PhRv...74.1430F. doi:10.1103/PhysRev.74.1430.
- Wheeler, John A.; Feynman, Richard P. (1949). «Classical Electrodynamics in Terms of Direct Interparticle Action». Reviews of Modern Physics 21 (3): 425-433. Bibcode:1949RvMP...21..425W. doi:10.1103/RevModPhys.21.425.
- Feynman, Richard P. (1949). «The theory of positrons». Physical Review 76 (6): 749-759. Bibcode:1949PhRv...76..749F. doi:10.1103/PhysRev.76.749.
- Feynman, Richard P. (1949b). «Space-Time Approach to Quantum Electrodynamic». Physical Review 76 (6): 769-789. Bibcode:1949PhRv...76..769F. doi:10.1103/PhysRev.76.769.
- Feynman, Richard P. (1950). «Mathematical formulation of the quantum theory of electromagnetic interaction». Physical Review 80 (3): 440-457. Bibcode:1950PhRv...80..440F. doi:10.1103/PhysRev.80.440.
- Feynman, Richard P. (1951). «An Operator Calculus Having Applications in Quantum Electrodynamics». Physical Review 84: 108-128. Bibcode:1951PhRv...84..108F. doi:10.1103/PhysRev.84.108.
- Feynman, Richard P. (1953). «The λ-Transition in Liquid Helium». Physical Review 90 (6): 1116-1117. Bibcode:1953PhRv...90.1116F. doi:10.1103/PhysRev.90.1116.2.
- Feynman, Richard P.; de Hoffmann, F.; Serber, R. (1955). Dispersion of the Neutron Emission in U235 Fission. Los Alamos Scientific Laboratory, Atomic Energy Commission. OSTI 4354998.
- Feynman, Richard P. (1956). «Science and the Open Channel». Science (February 24, 1956) 123 (3191): 307. Bibcode:1956Sci...123..307F. PMID 17774518. doi:10.1126/science.123.3191.307.
- Cohen, M.; Feynman, Richard P. (1957). «Theory of Inelastic Scattering of Cold Neutrons from Liquid Helium». Physical Review 107: 13-24. Bibcode:1957PhRv..107...13C. doi:10.1103/PhysRev.107.13.
- Feynman, Richard P.; Vernon, F. L.; Hellwarth, R. W. (1957). «Geometric representation of the Schrödinger equation for solving maser equations». J. Appl. Phys 28: 49. Bibcode:1957JAP....28...49F. doi:10.1063/1.1722572.
- Feynman, Richard P. (1959). «Plenty of Room at the Bottom». Presentation to American Physical Society. Archivado desde el original el 11 de febrero de 2010.
- Edgar, R. S.; Feynman, Richard P.; Klein, S.; Lielausis, I.; Steinberg, C. M. (1962). «Mapping experiments with r mutants of bacteriophage T4D». Genetics (February 1962) 47 (2): 179-86. PMC 1210321. PMID 13889186.
- Feynman, Richard P. (1966). «The Development of the Space-Time View of Quantum Electrodynamics». Science (August 12, 1966) 153 (3737): 699-708. Bibcode:1966Sci...153..699F. PMID 17791121. doi:10.1126/science.153.3737.699.
- Feynman, Richard P. (1974a). «Structure of the proton». Science (February 15, 1974) 183 (4125): 601-610. Bibcode:1974Sci...183..601F. PMID 17778830. doi:10.1126/science.183.4125.601.
- Feynman, Richard P. (1974). «Cargo Cult Science» (PDF). Engineering and Science 37 (7).
- Feynman, Richard P.; Kleinert, Hagen (1986). «Effective classical partition functions». Physical Review A (December 1986) 34 (6): 5080-5084. Bibcode:1986PhRvA..34.5080F. PMID 9897894. doi:10.1103/PhysRevA.34.5080.

### Libros de texto y notas de conferencias
The Feynman Lectures on Physics es quizás su obra más accesible para cualquier persona con un interés en la física, compilando conferencias para estudiantes de Caltech de 1961-1964. Cuando las noticias sobre las conferencias crecieron, los físicos profesionales y estudiantes de posgrado comenzaron a concurrir a escuchar. Los coautores, Robert B. Leighton y Matthew Sands, colegas de Feynman, las editaron e ilustraron en forma de libro. El trabajo se ha mantenido vigente y demostrado que es útil aun hoy en día. El trabajo fue editado y completado en el 2005 con Feynman's Tips on Physics: A Problem-Solving Supplement to the Feynman Lectures on Physics por Michael Gottlieb y Ralph Leighton (hijo de Robert Leighton), con el apoyo de Kip Thorne y otros físicos.
- Feynman, Richard P.; Leighton, Robert B.; Sands, Matthew (2005). The Feynman Lectures on Physics: The Definitive and Extended Edition (2nd edición). Addison Wesley. ISBN 0-8053-9045-6.
- — (1961). Theory of Fundamental Processes. Addison Wesley. ISBN 0-8053-2507-7.
- — (1962). Quantum Electrodynamics. Addison Wesley. ISBN 978-0-8053-2501-0.
- —; Hibbs, Albert (1965). Quantum Mechanics and Path Integrals. McGraw Hill. ISBN 0-07-020650-3.
- — (1967). The Character of Physical Law: The 1964 Messenger Lectures. MIT Press. ISBN 0-262-56003-8.
- — (1972). Statistical Mechanics: A Set of Lectures. Reading, Mass: W. A. Benjamin. ISBN 0-8053-2509-3.
- — (1985b). QED: The Strange Theory of Light and Matter. Princeton University Press. ISBN 0-691-02417-0.
- — (1987). Elementary Particles and the Laws of Physics: The 1986 Dirac Memorial Lectures. Cambridge University Press. ISBN 0-521-34000-4.
- — (1995).  Brian Hatfield, ed. Lectures on Gravitation. Addison Wesley Longman. ISBN 0-201-62734-5.
- — (1997). Feynman's Lost Lecture: The Motion of Planets Around the Sun (Vintage Press edición). London: Vintage. ISBN 0-09-973621-7.
- — (2000).  Tony Hey y Robin W. Allen, ed. Feynman Lectures on Computation. Perseus Books Group. ISBN 0-7382-0296-7.

### Obras de divulgación
- Feynman, Richard P. (1985).  Ralph Leighton, ed. Surely You're Joking, Mr. Feynman!: Adventures of a Curious Character. W. W. Norton & Co. ISBN 0-393-01921-7. OCLC 10925248.
- Feynman, Richard P. (1988).  Ralph Leighton, ed. What Do You Care What Other People Think?: Further Adventures of a Curious Character. W. W. Norton & Co. ISBN 0-393-02659-0.
- No Ordinary Genius: The Illustrated Richard Feynman, ed. Christopher Sykes, W. W. Norton & Co, 1996, ISBN 0-393-31393-X.
- Six Easy Pieces: Essentials of Physics Explained by Its Most Brilliant Teacher, Perseus Books, 1994, ISBN 0-201-40955-0.
- Six Not So Easy Pieces: Einstein's Relativity, Symmetry and Space-Time, Addison Wesley, 1997, ISBN 0-201-15026-3.
- The Meaning of It All: Thoughts of a Citizen Scientist, Perseus Publishing, 1999, ISBN 0-7382-0166-9.
- The Pleasure of Finding Things Out: The Best Short Works of Richard P. Feynman, edited by Jeffrey Robbins, Perseus Books, 1999, ISBN 0-7382-0108-1.
- Classic Feynman: All the Adventures of a Curious Character, edited by Ralph Leighton, W. W. Norton & Co, 2005, ISBN 0-393-06132-9. Chronologically reordered omnibus volume of Surely You're Joking, Mr. Feynman! and What Do You Care What Other People Think?, with a bundled CD containing one of Feynman's signature lectures.
- Quantum Man, Atlas books, 2011, Lawrence M. Krauss, ISBN 978-0-393-06471-1.
- "Feynman: The Graphic Novel" Jim Ottaviani and Leland Myrick, ISBN 978-1-59643-259-8.

### Grabaciones de audio y video
- Safecracker Suite (colección de fragmentos de percusión intercalados con Feynman contando anécdotas)
- Los Alamos From Below (audio, charla dada por Feynman en Santa Bárbara el 6 de febrero de 1975)
- Six Easy Pieces (charlas y clases originales sobre las cuales se basa su libro)
- Six Not So Easy Pieces (charlas y clases originales sobre las cuales se basa su libro)
- The Feynman Lectures on Physics: The Complete Audio Collection
- Muestras de Feynman tocando instrumentos de percusión, cantando y conversando se incluyen en las canciones "Tuva Groove (Bolur Daa-Bol, Bolbas Daa-Bol)" y "Kargyraa Rap (Dürgen Chugaa)" del álbum Back Tuva Future, The Adventure Continues de Kongar-ool Ondar. La  hidden track de este álbum también incluye trozos de charlas de física sin música de fondo.
- The Messenger Lectures, dadas en Cornell en 1964, en las cuales explica temas básicos de la física. Disponible gratis en el Proyecto Tuva (Véase también el libro The Character of Physical Law)
- Take the world from another point of view [videorecording] / con Richard Feynman; Films for the Hu (1972)
- The Douglas Robb Memorial Lectures Cuatro clases públicas cuyas transcripciones son los cuatro capítulos del libro QED: The Strange Theory of Light and Matter. (1979)
- The Pleasure of Finding Things Out en YouTube. (1981) (no se debe confundir con el libro del mismo nombre)
- Richard Feynman: Fun to Imagine Collection, BBC archivo de 6 breves filmes de Feynman hablando en un estilo accesible a todos sobre la física detrás de experiencias accesibles a las personas comunes. (1983)
- Elementary Particles and the Laws of Physics (1986)
- Tiny Machines: Las charlas de Feynman sobre Nanotecnología (video, 1984)
- Computers From the Inside Out (video)
- Quantum Mechanical View of Reality: Workshop at Esalen (video, 1983)
- Idiosyncratic Thinking Workshop (video, 1985)
- Bits and Pieces — From Richard's Life and Times (video, 1988)
- Strangeness Minus Three (video, BBC Horizon 1964)
- No Ordinary Genius (video, Cristopher Sykes Documentary)
- Richard Feynman — The Best Mind Since Einstein (video, Documental)
- The Motion of Planets Around the Sun (audio, a veces titulado "Feynman's Lost Lecture")
- Nature of Matter (audio)